# 2015年亞洲棒球錦標賽
2015年亞洲棒球錦標賽（英語：2015 Asian Baseball Championship），是第廿七屆亞洲棒球錦標賽， 2015年9月16日-9月20日於臺中市舉行，該錦標賽亞洲棒球總會最高層級的賽事，本屆比賽原訂於2015年10月在中國天津舉行，但中國因經費問題放棄主辦。亞洲棒協於2015年2月初決定由中華民國接手並訂於9月中旬在臺中市舉行。

## 賽事簡介
第二十七屆亞洲棒球錦標賽由亞洲棒球總會（BFA）主辦，兩年一屆的傳統因2014年舉行亞運而延後一年，原訂於2015年10月在中國天津舉行，但中國因經費問題放棄主辦。亞洲棒協於2015年2月初決定由中華民國接手並訂於9月中旬在臺中市舉行，地點與上屆相同，賽制亦採單循環。
本次賽事其中一席原本預計由2013年第十一屆亞洲盃棒球賽（西區）第一名球隊獲得參賽資格，但因賽事延後一年，改由最近一屆的2015年第十二屆亞洲盃棒球賽（西區）來決定該席參賽球隊，該兩次亞洲盃賽事第一名皆為巴基斯坦。

## 參賽國家資格
| 區域 | 資格賽                             | 入選資格 | 國家                   |
| ---- | ---------------------------------- | -------- | ---------------------- |
| 亞洲 | 2012年第二十六屆亞洲棒球錦標賽     | 前4名    | 日本 · 中華臺北 · 中國 |
| 亞洲 | 2015年第十二屆亞洲盃棒球賽（西區） | 第一名   | 巴基斯坦               |
| 亞洲 | 2015年第十一屆亞洲盃棒球賽（東區） | 第一名   | 印度尼西亞             |

- 註：原參賽國菲律賓放棄，由第十一屆亞洲盃棒球賽（東區）第二名印尼遞補。

## 大會概要
- 比賽名稱：第廿七屆亞洲棒球錦標賽。
- 主辦單位：世界棒壘球聯盟、亞洲棒球總會
- 承辦單位：中華民國棒球協會、台中市政府
- 比賽日期：2015年9月16日~9月20日
- 比賽場地：臺中市洲際棒球場、台中棒球場
- 參賽隊伍：  中華臺北  日本    中國  印度尼西亞  巴基斯坦
- 轉播單位：緯來體育台

## 各隊名單

### 中華台北代表隊
- 總教練：郭李建夫
- 教練團：康明杉、李軾揚、邱敏舜
- 投　手：廖任磊（海盜R）、羅國華（雙城R）、黃暐傑（響尾蛇1A）、陳品學（印地安人R）、彭識穎（國訓）、陳明軒（開南）、呂彥青（台體）、黃恩賜（台體）、王宗豪（台電）、黃亦志（國訓）。
- 捕　手：黃佳瑋（合庫）、張閔勛（文化）、吳松勳（合庫）。
- 內野手：林子偉（紅襪2A）、張育成（印地安人1A）、林瀚（合庫）、蘇智傑（文化）、李宗賢（國體）、楊岱均（國體）、陳偉志（台電）、蕭帛庭（台電）。
- 外野手：曹佑寧（輔大）、陳傑憲（台電）、于孟雄（國訓）。

### 日本代表隊
- 總教練：安藤強（Honda）
- 教練團：杉浦正則（日本生命）、中島彰一（新日鐵住金）、棚橋祐司（王子製紙）
- 投　手：山岡泰輔（東京ガス）、田嶋大樹（JR東日本）、近藤均（王子製紙）、近藤大亮（パナソニック）、片山純一（JR東日本）、酒居知史（大阪ガス）、佐竹功年（トヨタ自動車）、鮫島優樹（三菱重工広島）、阿部正大（TDK）
- 捕　手：足立祐一（パナソニック）、木下拓哉（トヨタ自動車）、國本剛志（三菱重工広島）、中野滋樹（JR九州）
- 內野手：渡邉貴美男（JX-ENEOS）、川嶋克弥（Honda熊本）、多幡雄一（Honda）、原田拓実（日本生命）、川戸洋平（Honda）、中山悠輝（東京ガス）、西川龍馬（王子製紙）
- 外野手：藤島琢哉（JR九州）、田中允信（JR九州）、中村毅（Honda鈴鹿）、林稔幸（富士重工業）

### 韓國代表隊
- 總教練：尹英煥（慶星大）
- 教練團：車東哲（建國大）、朴治王（尚武隊）、鄭寶明（尚武隊）
- 投　手：金相洙（尚武隊）、丁榮一（尚武隊）、李庸燦（尚武隊）、高源浚（尚武隊）、金龍珠（尚武隊）、金載明（弘毅大）、金明信（慶星大）、崔東賢（東國大）、崔蔡興（漢陽大）
- 捕　手：朴世爀（尚武隊）、文誠庸（建國大）、羅元卓（弘毅大）
- 內野手：吳先鎮（尚武隊）、金善彬（尚武隊）、鄭周賢（尚武隊）、河周錫（尚武隊）、崔承民（嶺南大）、徐藝一（東國大）、李成規（仁荷大）
- 外野手：金賢坤（尚武隊）、李遇成（尚武隊）、蔡相賢（仁荷大）、趙秀行（建國大）、金鍾城（慶星大）

### 中國代表隊
- 總教練：John McLaren
- 教練團：Bruce Hurst、宋平山、周晚碧、張萬軍
- 投　手：劉　宇（北京猛虎）、于　磊（北京猛虎）、楊海帆（北京猛虎）、賈金超（北京猛虎）、李鑫（天津雄獅）、鄭超群（江蘇天馬）、冉松（四川蛟龍）、羅夏（四川蛟龍）
- 捕　手：王偉（北京猛虎）、李　寧（上海金鷹）、孟偉強（廣東獵豹）
- 內野手：張　賽（北京猛虎）、袁友根（北京猛虎）、李澤元（北京猛虎）、程　贊（北京猛虎）、褚夫佳（江蘇天馬）、杜曉磊（江蘇天馬）
- 外野手：崔曉（北京猛虎）、楊順意（天津雄獅）、古汶鑫（天津雄獅）、陳　晨（江蘇天馬）、陸　毅（江蘇天馬）、鄧海軍（四川蛟龍）、那　闖（廣東獵豹）

### 巴基斯坦代表隊
- 總教練：色川冬馬
- 教練團：Ahmed Sarfraz、Awan Asif Rasool、小林洋平
- 投　手：Tariq Nadeem、Muhammad Asif、Abdullah Bara Muham、Gunawan Pandu、Adil Sardar、Ihsan Ullah、Anayat Ullah
- 捕　手：Muhammad Rauf Ur Ra、Umair Imdad Bhatti
- 內野手：Arsalan Jamashaid、Muhammad Mohsin Jam、Mussdiq Hanif、Faqir Hussain、Jawad Ali、Muhammad Ahsan Bila
- 外野手：Muhammad Sumair Za]、Fazal Ur Rehman、Burhan Johar、Ubaid Ullah

### 印尼代表隊
- 總教練：野中寿人
- 教練團：Pradita Satya、Pradita Satya Ananda、Tony Pribadi Jaya Pu
- 投　手：Ahmad Effendy、Gunawan Pandu、Syaiful Noer、Ramon Setiyono、Muhammad.K Akbar
- 捕　手：
- 內野手：Yusep Firmansah、Jesse Parengkuan、Bambangrachmat Dwita、Adi Susanto、Yuno Dewanto、Michael Trisnadl、Jericho Gaffar.JR、Otto Wahyu Minarto
- 外野手：Putra Yuhardiyanyo、Elia Muara Kasih、Rizki Ramadhan、Andospa Aldo Saputra、Ridzki Aditya、Chindy Patria、Daniel Christianto

## 賽程結果
所有時間為台灣標準時間(UTC+8)。
| 9月16日 12:30 | 日本 | 12 - 0 (F/7) | 中國 | 臺中市洲際棒球場 |

| 9月16日 12:30 | 巴基斯坦 | 7 - 1 | 印度尼西亞 | 台體大棒球場 |

| 9月16日 18:30 |  | 8 - 2 | 中華臺北 | 臺中市洲際棒球場 觀眾數: 3274 |

| 9月17日 12:30 | 中國 | 2 - 12 (F/7) |  | 臺中市洲際棒球場 |

| 9月17日 12:30 | 巴基斯坦 | 0 - 15 (F/6) | 日本 | 台體大棒球場 |

| 9月17日 18:30 | 中華臺北 | 21 - 0 (F/5) | 印度尼西亞 | 臺中市洲際棒球場 |

| 9月18日 12:30 |  | 11 - 0 (F/8) | 巴基斯坦 | 臺中市洲際棒球場 |

| 9月18日 12:30 | 印度尼西亞 | 0 - 15 (F/5) | 日本 | 台體大棒球場 |

| 9月18日 18:30 | 中國 | 0 - 7 | 中華臺北 | 臺中市洲際棒球場 觀眾數: 1272 |

| 9月19日 12:30 | 中華臺北 | 14 - 0 (F/7) | 巴基斯坦 | 臺中市洲際棒球場 |

| 9月19日 12:30 | 印度尼西亞 | 2 - 13 (F/7) | 中國 | 台體大棒球場 |

| 9月19日 18:30 | 日本 | 1 - 2 |  | 臺中市洲際棒球場 |

| 9月20日 12:30 |  | 15 - 0 (F/6) | 印度尼西亞 | 臺中市洲際棒球場 |

| 9月20日 12:30 | 中國 | 5 - 0 | 巴基斯坦 | 台體大棒球場 |

| 9月20日 18:30 | 日本 | 1 - 3 | 中華臺北 | 臺中市洲際棒球場 |